# See My Friends (album)
Albums de Ray Davies
The Kinks Choral Collection
(2009)
See My Friends est un album de Ray Davies sorti en 2010. L'ex-leader des Kinks voit certaines de ses compositions réarrangées en collaboration avec différents artistes. L'album s'est hissé à la 12e place des classements de vente d'albums au Royaume-Uni

## Titres
Toutes les chansons sont de Ray Davies.
1. Better Things (avec Bruce Springsteen) – 3:13
2. Celluloid Heroes (avec Jon Bon Jovi et Richie Sambora) – 5:19
3. Days / This Time Tomorrow (avec Mumford & Sons) – 4:17
4. A Long Way From Home (avec Lucinda Williams et The 88) – 3:05
5. You Really Got Me (avec Metallica) – 2:17
6. Lola (avec Paloma Faith) – 4:33
7. Waterloo Sunset (avec Jackson Browne) – 4:07
8. Till the End of the Day (avec Alex Chilton et The 88) – 2:42
9. Dead End Street (avec Amy Macdonald) – 3:31
10. See My Friends (avec Spoon) – 4:01
11. This Is Where I Belong (avec Black Francis) – 3:04
12. David Watts (avec The 88) – 2:21
13. Tired of Waiting for You (avec Gary Lightbody) – 2:49
14. All Day and All of the Night / Destroyer (avec Billy Corgan) – 3:56